# Szent Adalard
Szent Adalard (751 körül – 827. január 2.) teológus, szerzetes.
Édesapja Bernárd, Martell Károly fia, anyja Kis Pipin féltestvére. Unokatestvére volt az első frank császárnak, Nagy Károlynak. Teológiai tanulmányait Nagy Károly udvarában folytatta és már nagyon fiatalon a palota grófja lett.
Húszévesen lépett be a corbie-i kolostor szerzetesei közé Pikárdiában. Hogy még távolabb élhessen a földi világtól, a monte cassinói kolostorba ment, de unokatestvére visszaküldte Corbie-ba, ahol apáttá választották. Ebben az időben tette meg őt Károly fia, Pipin itáliai király első miniszterévé. Amikor 814-ben Bernárd, Pipin fia, a császári koronát próbálta megszerezni, I. Jámbor Lajos meggyanúsította Adalardot, hogy segíti a lázadót és Hermoutier-be, a mai Noirmoutier-en-l’Île-be, az azonos nevű szigetre száműzte. Hét évvel később, belátva hibáját, Lajos visszahívta Adalardot és főtanácsosává tette.
822-ben Adalard és bátyja, Wala egy kolostort alapítottak (Új) Corvey néven Weser-hegyvidéken (Weserbergland). Adalardot számos francia és Rajna-menti templom  és város védőszentjeként tisztelik.